# Molodijne (oblast de Kirovohrad)
Molodijne (ukrainien : Молодіжне, russe : Молодёжное) est une commune urbaine de l'oblast de Kirovohrad, en Ukraine. Elle compte 1 121 habitants en 2021.